# 綠寶石 (電影)
《綠寶石》是一部1984年的美國電影，由執導，、主演。

## 演員
- 飾
- 飾
- 飾
- 飾
- 飾

## 外部連結
- 開眼電影網上《綠寶石》的資料（繁體中文）
- 豆瓣电影上《绿宝石》的資料 （简体中文）
- 时光网上《绿宝石》的資料（简体中文）
- AllMovie上的资料（英文）
- 爛番茄上的資料（英文）
- Box Office Mojo上的資料（英文）
- TCM电影资料库上的资料（英文）
- 互联网电影数据库（IMDb）上的资料（英文）